# Lorenzo Onofrio Colonna (principe 1723)
Lorenzo Onofrio II Colonna di Paliano (Roma, 11 giugno 1723 – San Casciano dei Bagni, 2 ottobre 1779) è stato un principe italiano, 10º principe di Paliano e 10º duca di Tagliacozzo.

## Biografia
Lorenzo Onofrio Colonna nacque a Roma l'11 giugno 1723, figlio di Fabrizio II Colonna, IX principe di Paliano e di sua moglie, la duchessa Caterina Zefirina Salviati.
Ereditati molti feudi e possedimenti dal padre alla morte di questi nel 1755, ereditò anche il ruolo di principe assistente al soglio pontificio. Perseguendo la carriera diplomatica e politica già predispostagli dal padre, fu come questi gran conestabile del regno di Napoli, motivo per cui trascorse buona parte della sua esistenza nella capitale partenopea. Fu diplomatico per conto di re Ferdinando IV di Napoli, il quale lo nominò ambasciatore straordinario della corte napoletana presso la Santa Sede nel 1758 e nuovamente nel 1769 col ruolo di latore della chinea, l'omaggio simbolico dovuto da ogni sovrano di Napoli al pontefice per tradizione. Nel 1779 venne creato cavaliere del ramo spagnolo dell'Ordine del Toson d'oro e Ferdinando IV lo nominò cavaliere dell'Ordine di San Gennaro, la massima onorificenza del regno di Napoli.
Morì a San Casciano dei Bagni, in Toscana, dove si era ritirato da qualche tempo per delle cure, spegnendosi il 2 ottobre 1779.

## Ascendenza
|                                                   |                                               |                                                                               | Genitori                                                                           |  |  | Nonni |  |  | Bisnonni                                           |  |  | Trisnonni                                     |  |
|                                                   |                                               |                                                                               |                                                                                    |  |  |       |  |  | Lorenzo Onofrio I Colonna, VII principe di Paliano |  |  | Marcantonio V Colonna, VI principe di Paliano |  |
|                                                   |                                               |                                                                               |                                                                                    |  |  |       |  |  | Lorenzo Onofrio I Colonna, VII principe di Paliano |  |  | Marcantonio V Colonna, VI principe di Paliano |  |
|                                                   |                                               | Isabella Gioeni, principessa di Castiglione                                   |                                                                                    |  |  |       |  |  | Lorenzo Onofrio I Colonna, VII principe di Paliano |  |  |                                               |  |
| Filippo II Colonna, VIII principe di Paliano      |                                               |                                                                               |                                                                                    |  |  |       |  |  | Lorenzo Onofrio I Colonna, VII principe di Paliano |  |  |                                               |  |
|                                                   |                                               | Maria Mancini                                                                 | Michele Lorenzo Mancini                                                            |  |  |       |  |  |                                                    |  |  |                                               |  |
|                                                   |                                               | Maria Mancini                                                                 | Michele Lorenzo Mancini                                                            |  |  |       |  |  |                                                    |  |  |                                               |  |
|                                                   |                                               | Maria Mancini                                                                 | Girolama Mazzarino                                                                 |  |  |       |  |  |                                                    |  |  |                                               |  |
| Fabrizio II Colonna, IX principe di Paliano       |                                               | Maria Mancini                                                                 |                                                                                    |  |  |       |  |  |                                                    |  |  |                                               |  |
|                                                   |                                               | Giovanni Battista Pamphili, II principe di San Martino al Cimino e Valmontone | Camillo Francesco Maria Pamphili, I principe di San Martino al Cimino e Valmontone |  |  |       |  |  |                                                    |  |  |                                               |  |
|                                                   |                                               | Giovanni Battista Pamphili, II principe di San Martino al Cimino e Valmontone | Camillo Francesco Maria Pamphili, I principe di San Martino al Cimino e Valmontone |  |  |       |  |  |                                                    |  |  |                                               |  |
|                                                   |                                               | Giovanni Battista Pamphili, II principe di San Martino al Cimino e Valmontone | Olimpia Aldobrandini                                                               |  |  |       |  |  |                                                    |  |  |                                               |  |
| Olimpia Pamphili                                  |                                               | Giovanni Battista Pamphili, II principe di San Martino al Cimino e Valmontone |                                                                                    |  |  |       |  |  |                                                    |  |  |                                               |  |
|                                                   |                                               | Violante Facchinetti, IV marchesa di Vianino                                  | Innocenzo Facchinetti, III marchese di Vianino                                     |  |  |       |  |  |                                                    |  |  |                                               |  |
|                                                   |                                               | Violante Facchinetti, IV marchesa di Vianino                                  | Innocenzo Facchinetti, III marchese di Vianino                                     |  |  |       |  |  |                                                    |  |  |                                               |  |
|                                                   |                                               | Violante Facchinetti, IV marchesa di Vianino                                  | Ippolita Albergati-Capacelli                                                       |  |  |       |  |  |                                                    |  |  |                                               |  |
| Lorenzo Onofrio II Colonna, X principe di Paliano |                                               | Violante Facchinetti, IV marchesa di Vianino                                  |                                                                                    |  |  |       |  |  |                                                    |  |  |                                               |  |
|                                                   | Francesco Maria Salviati, II duca di Giuliano | Jacopo Salviati, I duca di Giuliano                                           |                                                                                    |  |  |       |  |  |                                                    |  |  |                                               |  |
|                                                   | Francesco Maria Salviati, II duca di Giuliano | Jacopo Salviati, I duca di Giuliano                                           |                                                                                    |  |  |       |  |  |                                                    |  |  |                                               |  |
|                                                   | Francesco Maria Salviati, II duca di Giuliano | Veronica Cybo-Malaspina                                                       |                                                                                    |  |  |       |  |  |                                                    |  |  |                                               |  |
| Antonio Maria Salviati, III duca di Giuliano      | Francesco Maria Salviati, II duca di Giuliano |                                                                               |                                                                                    |  |  |       |  |  |                                                    |  |  |                                               |  |
|                                                   |                                               | Caterina Sforza di Proceno                                                    | Paolo Sforza, II marchese di Proceno                                               |  |  |       |  |  |                                                    |  |  |                                               |  |
|                                                   |                                               | Caterina Sforza di Proceno                                                    | Paolo Sforza, II marchese di Proceno                                               |  |  |       |  |  |                                                    |  |  |                                               |  |
|                                                   |                                               | Caterina Sforza di Proceno                                                    | Olimpia Cesi                                                                       |  |  |       |  |  |                                                    |  |  |                                               |  |
| Caterina Zefirina Salviati                        |                                               | Caterina Sforza di Proceno                                                    |                                                                                    |  |  |       |  |  |                                                    |  |  |                                               |  |
|                                                   |                                               | Giovanni Battista, I principe Rospigliosi                                     | Camillo Domenico Rospigliosi                                                       |  |  |       |  |  |                                                    |  |  |                                               |  |
|                                                   |                                               | Giovanni Battista, I principe Rospigliosi                                     | Camillo Domenico Rospigliosi                                                       |  |  |       |  |  |                                                    |  |  |                                               |  |
|                                                   |                                               | Giovanni Battista, I principe Rospigliosi                                     | Lucrezia Cellesi                                                                   |  |  |       |  |  |                                                    |  |  |                                               |  |
| Maria Lucrezia Rospigliosi                        |                                               | Giovanni Battista, I principe Rospigliosi                                     |                                                                                    |  |  |       |  |  |                                                    |  |  |                                               |  |
|                                                   |                                               | Maria Camilla Pallavicini, II principessa di Gallicano                        | Stefano Pallavicini, I principe di Gallicano                                       |  |  |       |  |  |                                                    |  |  |                                               |  |
|                                                   |                                               | Maria Camilla Pallavicini, II principessa di Gallicano                        | Stefano Pallavicini, I principe di Gallicano                                       |  |  |       |  |  |                                                    |  |  |                                               |  |
|                                                   |                                               | Maria Camilla Pallavicini, II principessa di Gallicano                        | Livia de' Franchi Toso                                                             |  |  |       |  |  |                                                    |  |  |                                               |  |
|                                                   |                                               | Maria Camilla Pallavicini, II principessa di Gallicano                        |                                                                                    |  |  |       |  |  |                                                    |  |  |                                               |  |